# エチルフェニルエーテル
エチルフェニルエーテル、もしくはフェネトール、エトキシベンゼンは、エーテル構造を持った有機化合物である。揮発性、蒸気爆発性、および過酸化物になるなど、他のエーテルなどと同じ特性を持つ。多くの非極性溶媒に溶ける。

## 用途
染料、香料、医薬などの合成中間体、また特殊溶剤として使用される。